# Michael Winkler (Rechtsextremist)
Michael Peter Winkler (* 7. August 1957 in Würzburg) ist ein rechtsextremer deutscher Kolumnist und Autor von politischen Schriften, Science-Fiction- und Fantasy-Romanen. Er schreibt regelmäßig Artikel für rechtsextreme Websites. 2005 trat er mit einer öffentlichen Holocaustleugnung hervor, für die er 2008 rechtskräftig zu einer Geldstrafe verurteilt wurde.

## Leben
Michael Winkler besuchte das Röntgen-Gymnasium Würzburg. Nach Abitur und Wehrdienst begann Winkler in Würzburg ein Physikstudium, das er 1985 als Diplom-Physiker abschloss. Von 1986 bis 2002 war er als Softwareentwickler und Programmierer tätig. Arbeitslos ab 2003, widmete er sich von nun an seinem Hobby, dem Schreiben. Winkler bezeichnete sich als CSU-Mitglied, ist aber parteipolitisch nicht aktiv.

## Publizistische Tätigkeit

### Website
Winkler betreibt eine umfangreiche Website im Stil eines Weblogs. Seit 2004 erscheint wöchentlich eine längere Kolumne, der Pranger, seit 2005 veröffentlicht er tägliche Tageskommentare zu aktuellen Themen der deutschen und europäischen Politik. Er stellt diese Texte auch rechtsextremen Websites zur Verfügung, etwa Altermedia, Der Nonkonformist, freies-volk.org, volksfront-medien.org, weltnetzladen.com und anderen. 
Winklers früherer Verlag, J. K. Fischer in Gelnhausen, distanzierte sich im August 2016 von ihm.
2018 stellte Winkler seine Aktivitäten weitgehend ein; seine Webseite ging zum 31. Dezember 2020 offline.

### Positionen
Winkler vertritt in seinen Texten ein konservatives bis rechtsextremes Weltbild, angereichert mit zahlreichen Elementen aus Bereichen wie Antisemitismus, Verschwörungstheorien, Antikapitalismus, Antikommunismus und Geschichtsrevisionismus. Er erwartet einen baldigen Zusammenbruch der derzeitigen wirtschaftlichen und politischen Ordnung und rät seinen Lesern, sich darauf (z. B. durch Anlegen von Lebensmittelvorräten und Kauf von Edelmetallen) vorzubereiten. Er ist Anhänger von Präventivkriegsthese und Dolchstoßlegende, Befürworter einer Diktatur und bezeichnet sich selbst als Monarchist.

### Holocaustleugnung
Am 10. Mai 2005 veröffentlichte Winkler auf seiner Website unter dem Titel „Das Undenkbare“ einen Pranger, in dem er sich in zustimmender Weise mit den Thesen einiger Holocaustleugner auseinandersetzte, die Opferzahlen des Holocaust stark reduzierte und das Tagebuch der Anne Frank als Fälschung bezeichnete. Ein Leser erstattete daraufhin Anzeige. Am 1. Juni 2006 fand an Winklers Wohnsitz eine Hausdurchsuchung statt, bei der belastendes Material sichergestellt wurde. Am 27. Juni 2007 wurde er vom Amtsgericht Würzburg zu einer Geldstrafe von 100 Tagessätzen zu je zehn Euro verurteilt. Winkler ging in Berufung, ein Jahr später, am 19. August 2008, wurde vom Landgericht Würzburg das Strafmaß auf 120 Tagessätze erhöht.
Den beanstandeten Text hat Winkler inzwischen von seiner Website entfernt, den Titel ließ er jedoch farblich markiert stehen. Der Kommentar dazu weist Leser darauf hin, dass der Text durch staatliche Zensur verboten worden sei. In einem anderen Text seines Prangers von 2008 zweifelt Winkler den Holocaust weiterhin öffentlich an: Wer in den Vernichtungslagern, die er „gruselig arrangierte Museen des Schauderns“ nennt, nach den Überresten der Holocaustopfer suche, werde dafür bestraft, „selbst wenn er absolut nichts gefunden hat.“
In einem weiteren Pranger beschreibt Winkler seinen Strafprozess als einen „politischen Prozess“, in dem das Urteil willkürlich gefällt worden sei. Dabei erwähnt er den Leuchter-Report als „völlig irrige Ansicht“ eines „ausgewiesenen Kenners der amerikanischen Hinrichtungs-Gaskammern“; ihm sei es dagegen darum gegangen, „daß dieser deutsche Pseudo-Staat den Holocaust als existenzerhaltendes Staats-Dogma braucht“.
2012 berichtete Winkler erneut von einer polizeilichen Vorladung: Er hatte die NSU-Mordserie als „Nichtigkeit“ bezeichnet.
Im August 2013 wurde Winkler zu einer Geldstrafe von 240 Tagessätzen à 10 Euro verurteilt. Gegenstand des Verfahrens waren mehrere „Tageskommentare“ und ein „Pranger“, die 2010 in der Zeitschrift Recht und Wahrheit veröffentlicht wurden, sowie ein verlinkter Artikel. Der Staatsanwalt hatte 12 Monate Freiheitsstrafe, für drei Jahre ausgesetzt zur Bewährung, gefordert.

### Vorträge
Winkler wurde des Öfteren von Veranstaltern wieder ausgeladen, nachdem diese von seinem rechtsextremen Hintergrund erfahren hatten. Dies führte mitunter zu Morddrohungen aus der rechtsextremen Szene gegen Veranstalter oder Absagende.

## Veröffentlichungen
- Thoras, Sklave von Atlantis. Fantastischer Roman, Frieling Verlag, Berlin 1997, ISBN 978-3828003255.
- Sparen wo's keinem weh tut: Ein Buch über Deutschland, Books on Demand, 2005, ISBN 978-3833424731.
- Was wirklich im Grundgesetz steht…: Eine Hilfestellung für interessierte Bürger, Books on Demand, 2007 ISBN 978-3837008951.
- Betrüger Republik Deutschland , Books on Demand, 2007 ISBN 978-3833496639.
- Die spirituelle Welt, J. K. Fischer Verlag, 2008, ISBN 978-3-940845-00-9.
- Das deutsche Jahrhundert: Staatskonzepte der Zukunft, J. K. Fischer Verlag, 2008, ISBN 978-3-940845-22-1.
- Politik am Pranger, J. K. Fischer Verlag, 2009, ISBN 978-3-941956-34-6.

## Einzelbelege
1. ↑  Roland Röhrich, Winfried Stadtmüller: Jahresbericht 1971/72. Röntgen-Gymnasium Würzburg, Würzburg 1972, S. 21 (Klasse 8 a).
2. ↑  J.K.Fischer Verlag: Michael Winkler - J.K.Fischer Verlag Shop. In: www.j-k-fischer-verlag.de. Abgerufen am 29. August 2016.
3. ↑  Andrea Röpke, Maik Baumgärtner: (SZ, 28. Juli 2009): Neonazis im Internet: Aufrüsten für den Krisenfall
4. ↑  Mainpost, 21. August 2008: Würzburg: Physiker verharmlost Holocaust: Geldstrafe
5. ↑  „Tageskommentar“ vom 8. März 2012
6. ↑  „Tageskommentar“ vom 15. August 2013
7. ↑  Robert Andreasch: Michael Winkler-Veranstaltung im Münchner Westend angekündigtaida-archiv.de vom 10. Juni 2009.
8. ↑  Jens Raab (Main-Netz, 13. November 2009): Morddrohungen nach Vortrags-Absage; Redok: Morddrohungen gegen Bürgermeister (Seite nicht mehr abrufbar, festgestellt im Mai 2019. Suche in Webarchiven)  Info: Der Link wurde automatisch als defekt markiert. Bitte prüfe den Link gemäß Anleitung und entferne dann diesen Hinweis.

| Personendaten    | Personendaten                                            |
| ---------------- | -------------------------------------------------------- |
| NAME             | Winkler, Michael                                         |
| ALTERNATIVNAMEN  | Winkler, Michael Peter (vollständiger Name)              |
| KURZBESCHREIBUNG | deutscher Schriftsteller, Kolumnist und Holocaustleugner |
| GEBURTSDATUM     | 7. August 1957                                           |
| GEBURTSORT       | Würzburg                                                 |